# Lê Mộng Hoàng
Lê Mộng Hoàng (01 tháng 06 năm 1929 – 23 tháng 02 năm 2017) là một đạo diễn điện ảnh nổi tiếng người Việt Nam. Ông được nhà nước phong tặng danh hiệu Nghệ sĩ Ưu tú vào năm 2012.

## Cuộc đời và sự nghiệp
Ông sinh ngày 01 tháng 6 năm 1929 tại Phú Xuân, Huế trong một gia đình có truyền thống Nho giáo, gia đình có bảy người con, trong đó có GS TS kiêm nhạc sĩ Lê Mộng Nguyên là em của ông. Thời nhỏ ông có năng khiếu âm nhạc, kịch nên gia đình cho theo cộng tác với chương trình thiếu nhi ở Đài phát thanh Huế. Ông từng sang Pháp du học và tốt nghiệp trường Quốc gia Âm nhạc Paris, sau tốt nghiệp ông theo học Cao học Điện ảnh Paris.
Năm 1957 ông thực hiện bộ phim Bụi đời dựa trên tác phẩm Những hòn sỏi của nhà văn Võ Đình Cường, nói về kiếp sống của những đứa trẻ mồ côi trên hè phố Sài Gòn. Ông tiếp tục đạo diễn một số phim như Xin đừng bỏ em, Nàng, Chiều kỷ niệm, Mãnh lực đồng tiền, Vụ án tình... Trong đó phim Nàng đoạt giải Tượng vàng tại Đại hội Điện ảnh Á Châu ở Đài Loan lần 17. Bộ phim Võ sĩ bất đắc dĩ của ông chưa hoàn thành thì xảy ra sự kiện 30 tháng 4 nên đành bỏ dở.
Sau khi chấm dứt chiến tranh Việt Nam, ông tiếp tục sống và làm việc tại Sài Gòn. Các tác phẩm của ông sản xuất sau năm 1975 như Ngọn lửa thành đồng, Tình yêu của em, Bản tình ca... Ngoài ra, ông còn giảng dạy về điện ảnh và âm nhạc, làm cố vấn cho các đoàn phim trong ngoài nước, viết sách chuyên ngành.
Ông qua đời vào ngày 23 tháng 2 năm 2017 tại nhà riêng trên đường Huỳnh Văn Bánh, Phú Nhuận, TP.HCM sau một thời gian nằm viện.

## Tác phẩm
- Bụi đời (1957)[a]
- Vụ án tình (1960)
- Nàng (1970)[b]
- Nắng chiều (1973)
- Chiều kỷ niệm
- Mãnh lực đồng tiền
- Con gái chị Hằng
- Gánh hàng hoa
- Chiều kỷ niệm
- Vĩnh biệt mùa hè / Vĩnh biệt tình hè[6]
- Xin đừng bỏ em (1974)
- Năm vua hề về làng (1974)[c]
- Võ sĩ bất đắc dĩ
- Ngọn lửa thành đồng
- Tình yêu của em
- Bản tình ca
- Ngôi nhà oan khốc
- Tình khúc 68
- Thăng Long đệ nhất kiếm